# Рябов, Василий Анисимович
Василий Анисимович Рябов (25 марта 1879, Российская империя — 25 марта 1936, Житомир, УССР, СССР) — большевик, один из активных участников убийства в Алапаевске родственников последнего императора Российской империи Николая II.

## Биография
Предположительно родился в окрестностях города Алапаевска.
В 1918 году проживал и работал в городе Алапаевске Верхотурского уезда Пермской губернии. Член Делового Совета города Алапаевска.
Принимал участие в убийстве великой княгини Елизаветы, инокини Варвары и Владимира Палея, внука Александра II-го и сына Великого Князя Павла Александровича.
Переехал на постоянное место жительство в город Житомир УССР, где ему было поручено заведовать местным историческим архивом. По воспоминаниям людей его знавших много пил и некоторые утверждают, что это стало причиной его смерти.
В 80-е годы в печати появилось сообщение о том, что на дворе одного из Житомирских учреждений в восьмидесятые годы было найдено пианино «Беккер» с монограммой, свидетельствующей о том, что оно принадлежало царской семье. Это дало основания предполагать, что Рябову разрешили взять эту собственность убитых себе как награду за участие в убийстве. Однако, некоторые сомнительные детали в этом сообщении заставляют сомневаться в его правдивости.